# Andrzej Papuziński
Andrzej Sławomir Papuziński – polski filozof, dr hab. nauk humanistycznych, profesor uczelni i kierownik Katedry Polityki Rozwoju Zrównoważonego Wydziału Nauk o Polityce i Administracji Uniwersytetu Kazimierza Wielkiego.

## Życiorys
W 1982 ukończył studia filozoficzne na Uniwersytecie Wrocławskim, w 1990 habilitował się na podstawie pracy zatytułowanej Współczesna katolicka koncepcja kultury: uwarunkowania, system aksjologiczny, egzemplifikacja. Został zatrudniony na stanowisku profesora na Wydziale Zamiejscowym w Człuchowie Wyższej Szkole Pedagogicznej im. Janusza Korczaka w Warszawie.
Był profesorem nadzwyczajnym w Instytucie Nauk Politycznych, dziekanem na Wydziale Humanistycznym Uniwersytetu Kazimierza Wielkiego, członkiem Uniwersyteckiej Komisji Akredytacyjnej (UKA) i prorektorem Uniwersytetu Kazimierza Wielkiego.
Awansował na stanowisko profesora zwyczajnego Wydziału Nauk Społecznych w Człuchowie Wyższej Szkole Pedagogicznej im. Janusza Korczaka w Warszawie.
Jest profesorem uczelni i kierownikiem Katedry Polityki Rozwoju Zrównoważonego Wydziału Nauk o Polityce i Administracji Uniwersytetu Kazimierza Wielkiego.

## Poglądy filozoficzne
Jest jednym z prekursorów filozofii ekologii (ekofilozofii) w Polsce oraz autorem wielu oryginalnych i pionierskich publikacji naukowych, poświęconych szeroko pojętej ekologii humanistycznej i polityce ekologicznej. Swoje poglądy ekofilozoficzne przedstawił w autorskiej monografii: Życie – Nauka – Ekologia (Prolegomena do kulturalistycznej filozofii ekologii) (Wyd. Uczelniane WSP, Bydgoszcz 1998), za którą otrzymał nagrodę Ministra Nauki i Szkolnictwa Wyższego. W swojej koncepcji opowiedział się za holistycznym modelem uprawiania myśli ekologicznej, czyli w zgodzie z głównymi ustaleniami ekologii przyrodniczej (jako nauki biologicznej), z jednoczesnym uwzględnieniem jej humanistycznego i społecznego wymiaru (nauk humanistycznych i społecznych). Tylko takie pełne ujęcie pozwala na ocenę i zrozumienie przyczyn kryzysu ekologicznego i jego przezwyciężenia. Taka wizja ekofilozoficzna, chociaż krytyczna wobec zbyt daleko ingerującej w nasze życie cywilizacji naukowo-technicznej, nie odcina się od niej, odcinając się za to od radykalnych i utopijnych wizji, mających na celu zbudowanie nowego ekologicznego świata poza tą cywilizacją. Programy takie Papuziński określił jako szkodliwe, zaś koszty ich poniesienia (w stosunku do pożytków z nich płynących) byłyby analogiczne, jak w przypadku globalnej katastrofy ekologicznej. 
Takie podejście zdaje się go prowadzić do tezy, że trzeba unikać zarówno antyekologizmu (obecnej cywilizacji naukowo-technicznej) jak i ekologizmu (nowej cywilizacji ekologicznej) jako zbyt skrajnych nurtów ideologicznych, i wybrać rozwiązanie zrównoważone. Natomiast w kontekście aksjologicznym filozofii i etyki ekologicznej poglądy Papuzińskiego można byłoby sklasyfikować jako antropocentryzm umiarkowany.